# Croates
Cet article concerne le peuple croate. Pour la langue croate, voir Croate.
Les Croates sont :

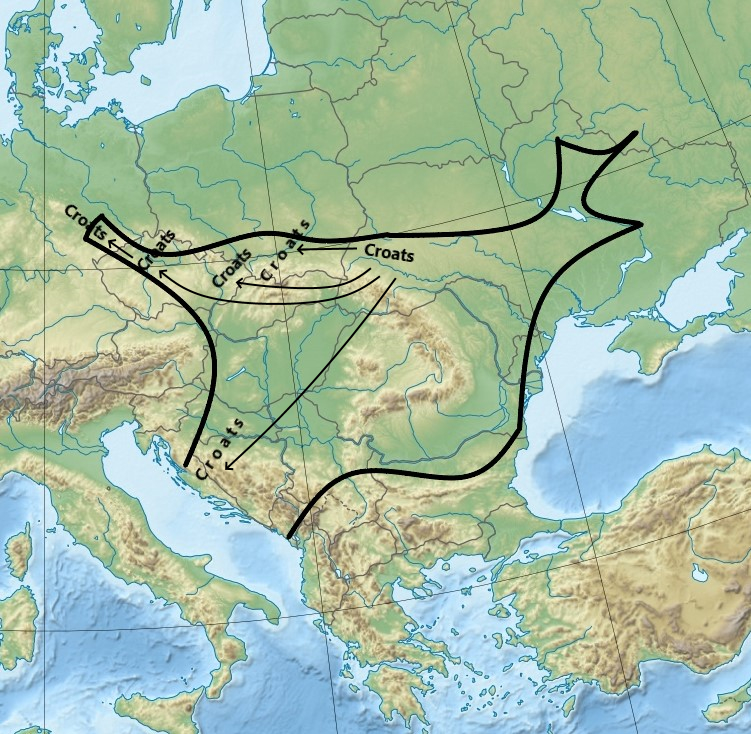
Distribution d'ethnonymes croates au Moyen-Âge, suggérant des voies de migration.

- selon la constitution de la Croatie, le droit du sol et le droit international, les citoyens de la Croatie et eux seuls, quelles que soient leurs langues, origines et traditions culturelles[2] ;
- selon la définition ethnique, le droit du sang et l'appartenance linguistique et culturelle, le groupe ethnique européen qui s'auto-désigne en croate comme (hr) Hrvati et plus anciennement Guduscanes. Ce sont des Slaves méridionaux habitant en Croatie y compris les provinces historiques de Slavonie, Istrie et Dalmatie où ils sont majoritaires, et dans divers pays où ils forment des minorités souvent anciennes comme l'Autriche (au Burgenland), la Slovénie, la Hongrie, la Bosnie-Herzégovine, la Serbie (en Voïvodine), la Roumanie, l'Italie et la diaspora. Ils parlent le croate, langue slave méridionale, et sont majoritairement catholiques de rite romain[3],[4].

## L'origine des Croates
L’origine des Croates est connue et attestée depuis de la grande expansion des Slaves à partir du lieu d’émergence en Polésie au IVe siècle, et de la différenciation des Slaves méridionaux au VIe siècle, mais l’origine du nom « Croate » (Hrvat en croate) et leurs origines avant le IVe siècle restent des énigmes historiques et plusieurs hypothèses ont été avancées dont la plus diffusée est la « thèse iranienne », car le nom Hrvat n’est pas slave. Les thèses protochronistes font remonter les origines de la « première tribu croate » à environ 10 000 ans avant le présent au nord de l’Asie centrale, à la chaîne de montagne de l’Oural qui, selon ces thèses très présentes en Croatie, serait le « véritable foyer originel des Slaves ». Ces thèses s'appuient sur le projet génographique et s'insèrent dans les migrations indo-iraniennes.

### La théorie iranienne

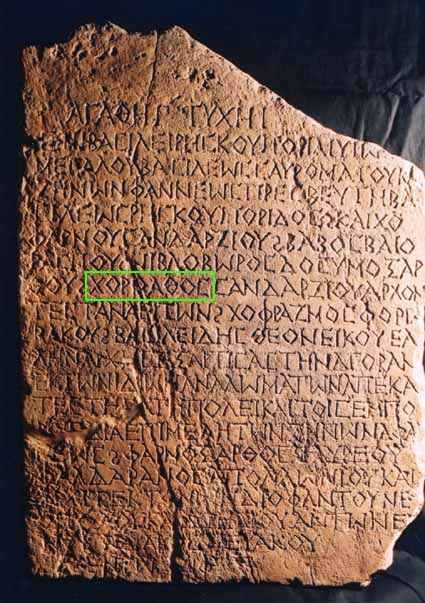
Tablette de Tanaïs

Selon une théorie dite « iranienne », les Croates ne seraient pas à l'origine des Slaves, mais parents des Iraniens. La justification est étymologique : le mot Hrvat est interprété comme Horvats, qui dériverait de l’ancien iranien hu-ur-vatha, mot vieux perse qui signifie « allié ». Selon cette théorie, des Croates descendent des Alains, apparentés aux Perses.
La première mention du nom « Croate » (Horouathos) se retrouve dans deux inscriptions en alphabet grec sur la pierre de Tanaïs (en), qui date environ du 3e siècle l'an -520 et qui fut retrouvée dans le port de Tanaïs sur la mer d'Azov, en Crimée. Les deux tablettes sont conservées au musée archéologique de Saint-Pétersbourg (Russie). Un des confluents du fleuve Don, près de la région d'Azov, s'appelait Horvatos.
Des tribus de cavaliers iraniens, en provenance de l’actuel Afghanistan, se seraient installées dans la région au nord de la mer Noire du Ve au Ier siècle av. J.-C. Au IVe ou Ve siècle, avant d'émigrer à nouveau pour s'installer en Europe centrale, dans la région de la haute Vistule (Galicie), fondant l'État de Croatie blanche autour de Cracovie (dont le nom est issu de Horvat). Les Carpates (ceux-ci doivent leur nom à la tribu dace des Carpes) portent aussi leur nom. Ils se seraient slavisés au Ve ou VIe siècle.

### La théorie slave
De nombreux historiens pensent que les premiers Croates, tout comme d'autres groupes slaves, étaient des populations d'agriculteurs qui furent simplement dominées par le peuple nomade iranophone des Alains. Il n'est pas établi si les Alains ne furent qu'une caste dominante, une classe guerrière, ou s'ils eurent une bien plus grande contribution. Les traces de leur influence tiennent principalement du domaine philologique et étymologique.
Il n'existe pas de trace écrite préservée jusqu'à nos jours, qui proviendrait de cette région elle-même et concernerait l'ensemble de ces événements. Les historiens en sont réduits à s'appuyer sur des écrits datant de plusieurs siècles après les faits, même si ces écrits dérivent sans doute d'une tradition orale.

## Arrivée dans les Balkans des Croates de la Croatie blanche

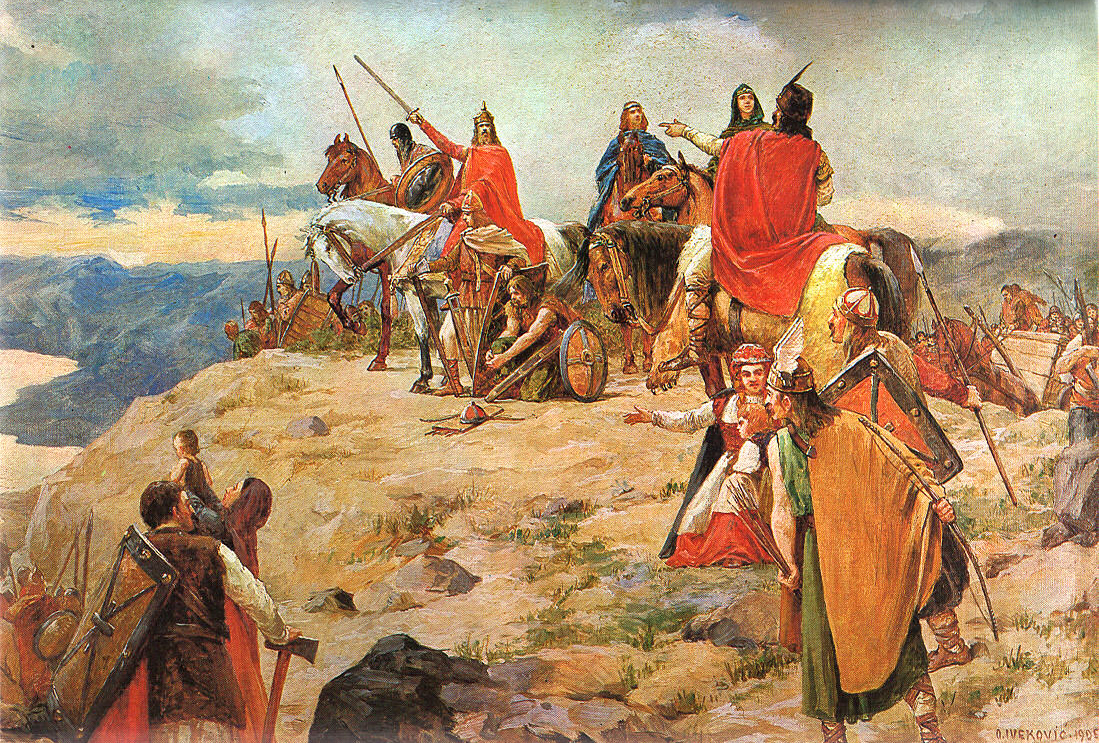
La migration des Croates en Pannonie a lieu en 620.

Au VIIe siècle, la peuplade croate quitta la Croatie blanche, au nord des Carpates et à l'est de la Vistule, pour émigrer vers l'ouest des Alpes dinariques. Le livre De administrando Imperio, écrit au Xe siècle, est la source la plus référencée concernant la migration des peuples slaves vers l'Europe du Sud-Est. Il y est précisé qu'ils migrèrent d'abord vers l'an 600 depuis la région qui couvre maintenant la Galicie vers les régions à l'est et au nord du Danube, sur les versants des Carpates, menés par le peuple turc des Avars.
Les Avars alliés aux Slaves orientaux pénétrèrent dans l'Ouest des Balkans jusqu'à la mer Adriatique, détruisant Salone. Selon le livre De administrando Imperio, le deuxième mouvement de migration des Croates commença autour de l'an 620, quand l'empereur byzantin Héraclius demanda l'aide des Croates de Croatie blanche pour contrer les Avars qui menaçaient l'Empire byzantin. Un certain nombre de tribus croates — sept selon la légende — franchirent le Danube et la Drave, conquirent les provinces romaines de Pannonie, Dalmatie, Illyrie et Norique occupées par les Avars. Ils étaient menés par cinq frères — Klukas, Lobel, Kosenc, Muhlo et Hrvat — et leurs deux sœurs — Tuga et Buga. En 625, les Croates battirent les Avars et arrivèrent sur l'Adriatique. Ils s’installèrent comme fédérés de l’Empire byzantin en Illyrie occidentale, en Pannonie et en Dalmatie.
De Administrando Imperio mentionne également une autre version des évènements, où les Croates ne furent pas invités par Héraclius, mais vainquirent les Avars et s'installèrent de leur propre initiative après avoir émigré depuis les environs de l'actuelle Silésie. Cette version est confirmée par les écrits d'un certain archidiacre Thomas, Historia Salonitana, datant du XIIIe siècle. Pourtant, le rapport de l'archidiacre Thomas, de même que la Chronique du prêtre de Dioclée du XIIe siècle, affirment que les Croates n'arrivèrent pas de la façon décrite par le texte byzantin. À la place, ces travaux prétendent que les Croates furent un groupe slave qui resta après l'occupation et le pillage de la province romaine de Dalmatie par les Goths et leur chef Totila. La Chronique de Dioclée, en revanche, parle de l'invasion des Goths (sous le commandement de Svevlad, puis de ses descendants Selimir et Ostroilo) après laquelle les Slaves n'ont fait que prendre la suite.
Quelles que soient les différentes interprétations, les peuplades slaves s'installèrent finalement dans la région située entre la Drave et la mer Adriatique, à l'ouest des provinces romaines de Pannonie et de Dalmatie.

## Les établissements croates hors de Croatie

### Dans l'ancienne Croatie Blanche
Croatie blanche

### Dans l'ancienne Croatie rouge
Croatie rouge

### En Autriche
La présence des Croates est attestée dans le Sud-Est de l'Autriche actuelle :
- au Burgenland où ils sont attestés depuis le Moyen Âge ;
- en Styrie où existent entre Judenburg et Leoben des toponymes nommés Kraubat cités dans différentes chartes des XIe siècle et XIIe siècle et rapportés à Chrowat (Croate) ;
- En Carinthie où existe un lieu appelé Kraut, également dérivé du nom Chrowat, mentionné dans plusieurs chartes des XIe siècle et XIIe siècle. Il y eut en Carinthie des paroisses croates dès le Xe siècle. D'anciens manuscrits la mentionnent sous l'appellation pagus Crouuati. Cette mention apparaît même dans des chartes royales. Les recherches menées par Felicetti situent ce pagus Crouuati dans la plaine de Gosposvetsko (en) où les premiers ducs slaves de Carinthie avaient un établissement.

## Dans les républiques yougoslaves de 1948 à 1991
| Républiques        | 1948               | 1953               | 1961               | 1971               | 1981               | 1991               |
| ------------------ | ------------------ | ------------------ | ------------------ | ------------------ | ------------------ | ------------------ |
| Bosnie-Herzégovine | 614 123 (23,9 %)   | 654 229 (23,0 %)   | 711 665 (21,7 %)   | 772 491 (20,6 %)   | 758 140 (18,4 %)   | 755 895 (17,3 %)   |
| Monténégro         | 6 808 (1,8 %)      | 9 814 (2,3 %)      | 10 664 (2,3 %)     | 9 192 (1,7 %)      | 6 904 (1,2 %)      | 6 249 (1 %)        |
| Croatie            | 2 975 399 (78,7 %) | 3 128 661 (79,5 %) | 3 339 890 (80,3 %) | 3 513 647 (79,4 %) | 3 454 356 (75,1 %) | 3 736 356 (78,1 %) |
| Macédoine          | 2 060 (0,2 %)      | 2 710 (0,2 %)      | 3 750 (0,3 %)      | 3 882 (0,2 %)      | 3 307 (0,2 %)      | 2 450 (0,1 %)      |
| Slovénie           | 16 069 (1,1 %)     | 17 978 (1,2 %)     | 31 429 (2,0 %)     | 42 657 (2,5 %)     | 55 625 (2,9 %)     | 54 212 (2,8 %)     |
| Serbie             | 169 894 (2,6 %)    | 162 158 (2,3 %)    | 196 411 (2,6 %)    | 184 913 (2,2 %)    | 149 368 (1,6 %)    | 105 406 (1,1 %)    |
| Yougoslavie        | 3 784 353 (24,0 %) | 3 975 550 (23,5 %) | 4 293 809 (23,1 %) | 4 526 782 (22,1 %) | 4 428 005 (19,7 %) | 4 660 568 (19,8 %) |